# 都会卡
都會卡（英語：MetroCard）是运用于纽约地铁、纽约市公共运输局紐約巴士、纽新航港局过哈德逊河捷运、罗斯福岛缆车、肯尼迪国际机场快线与威斯特徹斯特县蜜蜂巴士线路系统的支付模式，客户端形式为以磁条为信息介质的薄塑料卡片。
都會卡于1992年开始陆续安装，并于次年起试运营，以替代当时纽约交通运输系统普遍使用的代币。原有的代币于2003年全部停用。
MetroCard预计将于2025年被逐步淘汰。它将被OMNY取代，OMNY是一种非接触式支付系统，乘客可以通过挥动或轻贴信用卡或借记卡、智能手机的NFC支付功能或MTA发行的OMNY Card来付费。 
MetroCard由MTA的一个属于执行副总裁办公室的部门（称为收入控制部门、MetroCard 销售部门）管理。截至 2019 年初，MetroCard 系统的直接成本总计 15 亿美元。 